# Nana Patekar
Nana Patekar (नाना पाटेकर) est un acteur et réalisateur indien né sous le nom de Vishwanath Patekar le 1er janvier 1951 à Murud-Janjira, dans le Maharashtra.

## Biographie
Nana Patekar est le fils du peintre Dankar Patekar et de Sangana Patekar. 
C'est un ancien élève de l’Institut d’arts appliqués de Sir J. J. de Mumbai. Durant ses études à l’université, il se consacre activement au théâtre. Après l’obtention de son diplôme, il apparaît dans nombre de films des plus grands réalisateurs de Bollywood. 
Nana Patekar tourne son premier film Gaman (Muzaffar Ali) en 1978. Il a un style qui lui est propre : une manière de déclamer ses répliques et une aisance unique à faire vivre ses personnages. 
Il tourne dans Mohre (Raghuvir Kul, 1987), Salaam Bombay ! (Mira Nair, 1988) puis il est remarqué par tout Bollywood ainsi que par le public pour son interprétation d'un sinistre parrain de la mafia dans Parinda (Vidhu Vinod Chopra, 1989) pour lequel il remporte le Filmfare Award du meilleur second rôle. En 1992 il reçoit le Filmfare Award du meilleur rôle négatif pour Angaar.
En 1994, il remporte le National Film Award du meilleur acteur pour sa performance dans Krantiveer (Mehul Kumar, 1994) pour lequel il est également récompensé du Filmfare Award et du Star Screen Awards du meilleur acteur. Il a reçu une nouvelle fois un Filmfare Award et un Star Screen Awards du meilleur rôle négatif dans Apaharan (Prakash Jha, 2005).
Patekar est connu pour ses interprétations saisissantes de rôles très divers : il joue un truand dans Krantiveer, un homme violent dans Agni Sakshi (Parto Ghosh, 1996), un père sourd et muet dans Khamoshi: The Musical (Sanjay Leela Bhansali, 1996) et un schizophrène dans Wajood (1998). Il excelle dans les personnages violents ou inquiétants mais il joue aussi des rôles comiques comme dans Welcome (Anees Bazmee, 2007). Il a été particulièrement remarqué dans les films Shakti (Krishna Vamshi, 2002) dans lequel il interprète un chef de clan intraitable et dans Ab Tak Chappan (Shimit Amin, 2005) où il joue un officier de police chargé officieusement d'exécuter les criminels les plus dangereux de Mumbai.
En 1991 il réalise Prahaar: The Final Attack, film qui dénonce la corruption de la police et la mafia et dans lequel il joue en compagnie de Madhuri Dixit. 
Il est également à l'occasion chanteur de playback, dans les films Yeshwant (1997), Wajood (1998) et Aanch (2003).
Il est marié à Neelakanti Patekar et ils ont un fils, Malhar. Il est connu pour sa générosité envers les plus démunis.

## Filmographie

### Acteur
- 1978 : Gaman : Vasu
- 1986 : Ankush : Ravindra Kelkar 'Ravi'
- 1987 : Pratighaat : Karamveer
- 1988 : Salaam Bombay ! : Baba
- 1990 :  The Jungle Book (Hindi) : Shere Khan (voix)
- 1990 : Parinda : Vasant Mandre
- 1990 : Thodasa Roomani Ho Jaayen : Natwarlal aka Dhrushtadyumna padmanabh Prajapati Neelkant Dhumketu Barish Kar
- 1991 : Prahaar: The Final Attack : Major Chauhan
- 1991 : Diksha : Koga Pandit
- 1992 : Tirangaa : Shivajirao Wagle
- 1992 : Raju Ban Gaya Gentleman : Jai
- 1992 : Angaar : Majid Khan
- 1994 : Krantiveer : Pratap Narayan Tilak
- 1995 : Hum Dono : Vishal Saigal
- 1996 : Agni Sakshi : Vishwanath
- 1996 : Khamoshi: The Musical : Joseph Braganza
- 1997 : Ghulam-E-Musthafa : Ghulam -E- Musthafa
- 1997 : Yeshwant : Yeshwant Lohar
- 1998 : Yugpurush: A Man Who Comes Just Once in a Way : Anirudh
- 1998 : Wajood : Malhar Gopaldas Agnihotri/Col. Latti
- 1999 : Hu Tu Tu : Bhau
- 1999 : Kohram: The Explosion : Maj. Ajit Arya
- 2000 : Gang : Abdul
- 2000 : Tarkieb : Inspecteur Jasraj Patel
- 2002 : Vadh : Dr. Arjun Singh
- 2002 : Shakti - The Power : Narasimha
- 2003 : Bhoot : Liyaqat Qureshi
- 2003 : Darna Mana Hai : John Rodrigues
- 2003 : Aanch
- 2004 : Ab Tak Chhappan : Inspecteur Sadhu Agashe
- 2005 : Apaharan : Tabrez Alam
- 2005 : Pak Pak Pakak : Bhutya
- 2005 : Bluffmaster! : Chandru Parekh
- 2006 : Taxi Number 9211 : Raghav Shastri
- 2006 : Saamna : Guru
- 2007 : Hattrik : Docteur
- 2007 : Dus Kahaniyaan : Homme dans le bus
- 2007 : Welcome : Don Uday Shetty
- 2007 : Yatra (film) : Dasrath Joglekar
- 2007 : The Pool
- 2007 : Bommalattam
- 2007 : Cinema
- 2008 : Ek - The Power of One : CBI Officer Nandu
- 2009 : Horn 'OK' Pleassss : Govinda
- 2010 : Paathshala : Principle Aditya Sahay
- 2010 : Rajneeti : Brij Gopal
- 2010 : Tum Milo Toh Sahi : Subramanium
- 2012 : Kamaal Dhamaal Malamaal
- 2013 : The Attacks of 26/11
- 2014 : Dr. Prakash Baba Amte: The Real Hero
- 2015 : Ab Tak Chhappan 2
- 2015 : Welcome Back

### Réalisateur
- 1991 : Prahaar: The Final Attack

## Distinctions
1990 :
- Filmfare Award du meilleur second rôle dans Parinda
- National Film Award pour le meilleur second rôle dans Parinda

1992 :
- Filmfare Award du meilleur rôle de méchant dans Angaar

1995 :
- Filmfare Award du meilleur acteur dans Krantiveer
- Star Screen Award du meilleur acteur dans Krantiveer
- National Film Award du meilleur acteur dans Krantiveer

1997 :
- National Film Award du meilleur second rôle dans Agni Sakshi

2004 :
- BFJA Award (Bengal Film Journalists' Association) du meilleur acteur dans Ab Tak Chhappan

2006 :
- Filmfare Award du meilleur rôle de méchant dans Apaharan
- Star Screen Award du meilleur rôle de méchant dans Apaharan

Patekar est le seul acteur à avoir remporté des Filmfare Awards dans les trois catégories suivantes :  meilleur acteur, meilleur second rôle et meilleur rôle négatif.